# 松平久瑞
松平 久瑞（まつだいら ひさなお）は、江戸時代中期の上総国大多喜藩の世嗣。官位は従五位下・伊予守。

## 略歴
2代藩主・松平正貞の長男として誕生。正室は松平資俊の娘、継室は土井利知の娘。子は松平正貞養女（松平正温正室）。
大多喜藩嫡子（当時）だった正貞の長男として生まれ、享保13年（1728年）に8代将軍・徳川吉宗に拝謁する。享保15年（1730年）に叙任するが、家督相続前の寛延元年（1748年）に早世した。代わって、大多喜藩松平家の分家にあたる松平信祝の三男・正温を養子に迎え、久瑞の娘と縁組させて嫡子とした。